# Ixorida acutipennis
Ixorida acutipennis är en skalbaggsart som beskrevs av Franz Antoine 1986. Ixorida acutipennis ingår i släktet Ixorida och familjen Cetoniidae. Inga underarter finns listade i Catalogue of Life.